# Бер (Ду)
Бер (фр. Beure) насеље је и општина у источној Француској у региону Франш-Конте, у департману Ду која припада префектури Безансон.
По подацима из 2011. године у општини је живело 1.358 становника, а густина насељености је износила 340,35 становника/km². Општина се простире на површини од 3,99 km². Налази се на средњој надморској висини од 236 метара (максималној 480 m, а минималној 234 m).

## Демографија
| 1962. | 1968. | 1975. | 1982. | 1990. | 1999. | 2011. |
| ----- | ----- | ----- | ----- | ----- | ----- | ----- |
| 1.131 | 1.278 | 1.243 | 1.166 | 1.188 | 1.377 | 1.358 |

График промене броја становника у току последњих година